# Pogungkalangan
Pogungkalangan is een bestuurslaag in het regentschap Purworejo van de provincie Midden-Java, Indonesië. Pogungkalangan telt 966 inwoners (volkstelling 2010).